# Англосаксонські правди
Англосаксо́нські пра́вди — систематизовані збірники звичаїв і постанов, що видавалися в англосаксонський період (6— 11 ст.) англійської держави.
Найважливішими з них вважаються правди Етельберта (бл. 600), Іне (бл. 690), Альфреда (бл. 890), закони Етельстана (між 925 і 940) і Кнута (між 1016 і 1028).
До нас вони дійшли в пізнішому запису (початок 12 століття). Значення англосаксонських правд у тому, що вони дають повнішу картину суспільно-політичного ладу і права ранньофеодального суспільства, ніж відповідні їм франкські правди. Англосаксонські правди відображають процес розвитку ранньофеодальних держав Англії, ускладнений завоюваннями та своєрідною будовою цих держав, що зумовлювалась боротьбою з підкореним і зі своїм вільним населенням, яке розорялося і перетворювалося на залежне, невільне. Це спричинювалось до частих повстань.
Англосаксонські правди утверджували владу великих землевласників, охороняли феодальну власність, захищали представників панівного класу від гноблених, підтримували існуючий лад. Тому в англосаксонських правдах є багато постанов про вбивство, каліцтво, насильство, грабіж і крадіжки, про порушення «королівського миру», про кругову поруку, про шлюб, спадкування тощо.